# NGC 7657
NGC 7657 este o interacțiune de galaxii situată în constelația Tucanul. A fost descoperită în 2 octombrie 1836 de către John Herschel.